# Стелларатор
Стеллара́тор — тип реактора для осуществления управляемого термоядерного синтеза. Название происходит от лат. stella — звезда, что должно указывать на схожесть процессов, происходящих в стеллараторе и внутри звёзд. Изобретён американским учёным-физиком Л. Спитцером в 1951 году, первый образец построен под его руководством в рамках секретного проекта «Маттерхорн».

## Конструкция и принцип работы
Стелларатор — замкнутая магнитная ловушка для удержания высокотемпературной плазмы. Принципиальное отличие стелларатора от токамака заключается в том, что магнитное поле для изоляции плазмы от внутренних стенок тороидальной камеры полностью создаётся внешними катушками, что, помимо прочего, позволяет использовать его в непрерывном режиме. Его силовые линии подвергаются вращательному преобразованию, в результате которого эти линии многократно обходят вдоль тора и образуют систему замкнутых вложенных друг в друга тороидальных магнитных поверхностей.
Во всех стеллараторах, построенных в XX веке, конфигурации вращательного преобразования были аналогичны друг другу, на одну из таких конфигураций была оформлена заявка на получение авторского свидетельства СССР под названием Торсатрон. В этой конфигурации необходимое магнитное поле создавали две обмотки — винтовая (создающая продольное магнитное поле со свойством преобразования вращения силовых линий) и охватывающая её полоидальная (компенсационная), при помощи которой в плазменном объеме компенсируется перпендикулярная к плоскости тора составляющая магнитного поля, созданная током винтовой обмотки. Наглядно устройство стелларатора-торсатрона показано здесь. Конфигурация типа «торсатрон» была далеко не совершенна и имела множество факторов, на практике значительно сокращавших теоретическое время удержания плазмы. Поэтому долгое время удержание плазмы в токамаках имело существенно лучшие показатели, нежели в стеллараторах. Однако изучение поведения плазмы в стеллараторах-торсатронах позволило создать в дальнейшем стеллараторы принципиально нового типа (см. ниже).
Существенный прогресс в развитии стеллараторов был достигнут в начале XXI века в связи с мощным развитием компьютерных технологий и, в частности, компьютерных систем инженерного проектирования. С их помощью была оптимизирована магнитная система стелларатора. В результате появилась совершенно новая конфигурация вращательного преобразования — если в конфигурации «торсатрон» нужное магнитное поле создавалось двумя обмотками — винтовой и полоидальной (см. выше), то в новой конфигурации магнитное поле создавалось исключительно одной обмоткой, состоящей из модульных трехмерных тороидальных катушек, сложно искривленная форма которых была рассчитана с помощью вышеупомянутых компьютерных программ.

## Процесс работы
Вакуумный сосуд тороидальной формы (в отличие от токамака стелларатор не имеет азимутальной симметрии — магнитная поверхность имеет форму «мятого бублика») откачивается до высокого вакуума и затем заполняется смесью дейтерия и трития. Затем создается плазма и производится её нагрев. Энергия вводится в плазму при помощи электромагнитного излучения — так называемого циклотронного резонанса. При достижении температур, достаточных для преодоления кулоновского отталкивания между ядрами дейтерия и трития, начинаются термоядерные реакции.
Тот факт, что для магнитного удержания плазмы требуется тороидальный сосуд, а не сферический, напрямую связан с «теоремой о еже», согласно которой «сферический ёж» не может быть причёсан — по крайней мере в одной точке ежа иголки будут стоять перпендикулярно «поверхности ежа». Это напрямую связано с топологическим свойством поверхности — эйлерова характеристика сферы равна 2. С другой стороны, тор возможно причесать гладко, так как его эйлерова характеристика равна 0. При рассмотрении вектора магнитного поля как иголки становится ясно, что замкнутая магнитная поверхность может быть только поверхностью с эйлеровой характеристикой, равной нулю — в том числе тороидальной.

## Некоторые действующие стеллараторы
- Large Helical Device (Япония)
- Wendelstein 7-AS (Германия)
- Wendelstein 7-X[5]
- Ураган-3М (Харьков, Украина)
- Л-2М (Москва, Россия)
- TJ-II (Мадрид, Испания)